# 1. FCN Roll- und Eissport
Der 1. FCN Roll- und Eissport e. V. ging 1995 im Zuge der Organisationsreform beim 1. FC Nürnberg als eigenständiger Verein aus der 1937 gegründeten Rollschuh- und Eiskunstlauf-Abteilung des Hauptvereins hervor. Wie die anderen ehemaligen Vereinsabteilungen gehört der Verein seitdem zum FCN-Dachverband. Der Verein bietet die Sportarten Eishockey, Eiskunstlauf, Rollkunstlauf, Speedskating, Skaterhockey, Rollerderby und Bikepolo an. Mit 189 Mitgliedern war der Verein 2006 der mitgliederstärkste Rollsportverein in Bayern. Mittlerweile hat der Verein 230 Mitglieder erreicht.
Die Sportstätte des Vereins befindet sich auf dem Vereinsgelände des 1. FC Nürnberg an der Valznerweiherstraße in Nürnberg. Dort wurden im September 2012 auch die neuen Räume bezogen. Im neu gebauten Gebäude, direkt neben der Rollschnelllaufbahn befinden sich Umkleidekabinen, ein Büro und ein Gerätelager. Im Jahr 2019 wurde die Schnelllaufbahn erneuert. Die Bahn wurde von 202 auf 200 m verkürzt und die Kurvenüberhöhung vergrößert. Im Winter trägt der Verein seine Eishockeyspiele in der Arena Nürnberger Versicherung aus.

## Rollsport
Der 1. FC Nürnberg gehört zu den sechs Gründungsmitgliedern des 1948 in Nürnberg als Bayerischer Rollsportverband gegründeten Sportverbands Bayerischer Rollsport- und Inline-Verband.

### Rollhockey
Im Rollhockey waren die Herren des 1. FC Nürnberg zunächst in den 1920er und 1930er Jahren der dominierende Verein in Deutschland. Von 1937 bis 1942 wurden sie fünfmal Deutscher Meister. Insgesamt wurde der 1. FC Nürnberg 10 mal Deutscher Meister. Nach dem Zweiten Weltkrieg konnten die Club-Herren jedoch nicht mehr an diese Erfolge anknüpfen. Der 1. Bundesliga gehörten sie nur eine Saison an, der 2. Bundesliga ebenfalls nur für kurze Zeit.

### Rollkunstlauf
Im Rollkunstlauf gehört der 1. FC Nürnberg zu den erfolgreichsten Vereinen in Deutschland. So holten Lydia Wahl und Fritz Händel 1937 bei den ersten Europameisterschaften den Titel bei den Damen und Herren. 1938 konnten sie den Erfolg wiederholen. Auch im Paarlauf triumphierten bei den Europameisterschaften 1937 Sportler des Clubs: Liselotte Roth mit Bruno Walter. Gleich zwei Weltmeistertitel erzielte Freimut Stein 1951 und 1952.
Die internationalen Erfolge ergänzen zahlreiche deutsche Meistertitel: Leni Haas war bei den Damen 1930, 1931 und 1933 erfolgreich. In ihre Fußstapfen trat 1936 Dorle Kraußer, bevor dann Lydia Wahl 1938, 1940 und 1942 ebenfalls dreifache deutsche Meisterin wurde. Bei den Herren stellten die Nürnberger gleich mehrere Serienmeister: zunächst holte H. Schmitz von 1930 bis 1936 sieben Mal hintereinander die deutsche Meisterschaft. Dann folgte Fritz Händel mit fünf Titeln von 1937 bis 1941. Freimut Stein gewann 1942 die erste Meisterschaft, doch erst von 1950 bis 1954 gelang auch ihm eine Serie von fünf weiteren Erfolgen in Serie. Aus der Dominanz bei den Damen und Herren in den Einzelkonkurrenzen folgten fast zwangsläufig auch Titelgewinne im Paarlauf: Das Duo Haas/Pfister war 1930, 1931, 1933 und 1934 erfolgreich, für Pfister folgte 1935 mit der Partnerin Sellmaier ein weiterer Titel. Die Europameister Liselotte Roth und Bruno Walter gewannen 1936, 1937 und 1938 drei deutsche Meisterschaften.
In die Tradition der erfolgreichen Rollkunstläufer reihte sich 2005 Verena Dittmer als deutsche Meisterin der B-Mädchen ein.

### Rollschnelllauf
Seit 1911 fanden in dieser Disziplin deutsche Meisterschaften statt. Auch hier gehörten die Nürnberger Rollschuhläufer des Club zu den prägenden Vereinen. 1937 weihten sie die erste Spezialbahn für Rollschnelllauf in Deutschland ein. Dort fanden fortan die deutschen Titelkämpfe statt. Aus dem Jahr 1937 sind auch die ersten Titelträger überliefert. Sowohl bei den Herren mit Benno Faltermeyer als auch bei den Damen mit Hilde Lang gewannen Mitglieder des FCN. Hilde Lang triumphierte auch jeweils von 1938 bis 1940, bei den Herren war 1938 und 1939 der Nürnberger Alfons Heiß jeweils Meister. Lydia Wahl holte 1938 nicht nur den EM-Titel im Kunstlauf, sondern auch im Schnelllauf. Zudem holten in diesen Jahren Willy Stengel, Weltrekordhalter über 1000 und 10.000 Meter, sowie Richard Rippel deutsche Meistertitel.
Erste deutsche Nachkriegsmeisterin bei den Damen wurde 1953 die Nürnbergerin Inge Ammon. 1969 und 1971 konnte Manfred Zenker einen Titel bei den deutschen Meisterschaften erlaufen, die inzwischen von Schweinfurter Läufern dominiert wurden.
In den 1980er Jahren setzte dann Barbara Fischer im Speedskating Maßstäbe. Die dreifache Weltrekordhalterin gewann zweimal die Europameisterschaften mit der Damenstaffel und einmal die Weltmeisterschaft, ebenfalls mit der Staffel über 5000 m. Zudem holte sie einmal Gold bei den World Games 1989 über 300 m. Mit 41 deutschen Meistertiteln, die sie von 1981 und 1990 gewann, war sie bis 1997 Rekordmeisterin.
Auf Funktionärsebene prägte Richard Rippel vom 1. FC Nürnberg den deutschen Rollschnelllauf. Von der Gründung 1953 bis 1985 war er Vorsitzender der Rollschnelllauf-Kommission im Deutschen Rollsport und Inline-Verband. Barbara Fischer war von 2005 bis zu ihrem Tod im August 2015 Vorsitzende des Bayerischen Rollsport- und Inline-Verband.
Parallel zu Barbara Fischers Karriere schnitt auch Nicolai Kutz bei den Herren bei einigen deutschen Meisterschaften sehr gut ab. Über die 500 Meter wurde er 1991 und 1994 deutscher Vizemeister, aus dem Jahr 1993 kommt ein dritter Platz hinzu. Ein zweiter Platz über 1500 Meter aus dem Jahr 1994 sowie über 10.000 Meter ein zweiter Platz 1994 und ein dritter Platz 1995 ergänzen die nationale Medaillensammlung.
Inzwischen sind die Schnellläufer von Rollschuhen auf Inlineskates umgestiegen. Unter dem Namen Speed-Team Nürnberg treten die Skater weiterhin erfolgreich auf und gewannen von 2003 bis 2006 viermal hintereinander den bayerischen Inlinecup.

## Eislaufsport
Im Eiskunstlauf erzielten Sonja Matzdorf-Pfersdorf und Günter Matzdorf 1965/66 mit der deutschen Meisterschaft im Paarlaufen für den 1. FC Nürnberg den größten Erfolg. Mittlerweile ist André Mammitzsch aus Herzogenaurach der erfolgreichste Aktive Eisschnellläufer beim 1. FC Nürnberg. Für seine Erfolge auf internationaler Ebene wurde er schon mehrfach von der Stadt Nürnberg ausgezeichnet.
Im Eishockey nimmt der Verein als Nürnberg Knights mit zwei Mannschaften an der Hobbyliga „Die Nordbayern Hockey Liga“ (DNHL) teil. Seine Heimspiele trägt der Verein dabei in der Arena Nürnberger Versicherung gegenüber dem Max-Morlock-Stadion aus. Aktuell spielt die erste Mannschaft in der DNHL1 und die zweite Mannschaft in der DNHL4.